# إلياس الموصلي
إلياس الموصلي هو قسيس ورحالة يعتبر أول مشرقي وصل إلى قارة أميركا. 
ألف كتاب( الذهب و العاصفة) متحدثا عن رحلته .

## نسبه ونشأته
هو إلياس باسم خوري البغدادي، ابن القسيس حنا الألقوشي الكلداني من عائلة أبونا الألقوشية القاطنة في بلدة القوش شمال الموصل. كان قسيسا نسطوريا وقيل كاثوليكيا قال عماد عبد السلام رؤوف إن إلياس هو "خوري من عائلة بغدادية الأصل، خرّجت عدداً من رجال الكنيسة، وكان أفرادها يتنقلون بين الموصل وحلب"، ويبدو أن لعائلته روابط وثيقة بالفاتيكان والبابوية منذ القرن السادس عشر الميلادي.
المعلومات عن سيرته قليلة فلا نعلم تاريخ ميلاده ولا تاريخ وفاته. غير انه ذكر ان له ابن أخ اسمه يونان اكمل دراستة في روما ثم رجع بعدها إلى حلب عام 1670م.

## رحلته إلى أمريكا
بدأ ترحاله إلى القدس الشريف عام 1668م ثم ذهب إلى حلب ثم اسكندرون حيث أبحر إلى فينسيا بإيطالية ومنها إلى فرنسا وإسبانيا. وأخيراً أقلع من قادس في إسبانيا فمر على جزر الكناري وصولاً إلى فنزويلا في شمالي أمريكا الجنوبية. وثم إتجه إلى بنما كولومبيا والبيرو وبوليفيا والأرجنتين فتشيلي ثم عاد إلى ليما ليكتب تفاصيل رحلتة الأولى كأول إنسان شرقي وصل إلى أمريكية. ثم ما لبث أن عاد إلى المكسيك فإسبانيا وإيطاليا حيث قابل بابا روما انوسنت الثاني عشر.
يرجح المستشرق الروسي كراتشكوفسكي أن الموصلي أمضى بقية حياته في روما، ويقدم برهانا على ذلك كتاب صلوات عربي مطبوع في روما في العام 1692 على نفقته، ويضم هذا الكتاب الألقاب التي خلعها كل من البابا وامبراطور إسبانيا على الموصلي، ومنها: «حامل صليب ماربطرس»، «كونت بالاتينو»، «كاهن كنيسة ملك إسبانيا».
نشر نص الرحلة للمرة الأولى من قبل الأب أنطون رباط اليسوعي بعنوان رحلة أول سائح شرقي إلى أمركة في مجلة المشرق، المجلد الثامن، سنة 1905م، ثم كانت النشرة الثانية، بعد سبعين سنة من النشرة الأولى، على يد الباحثة العراقية ابتهاج الراضي. وقد صدر عن دار السويدي كتاب عن الرحلة اسمه الذهب والعاصفة محررة ومحققة من نوري الجراح.